# Puccinia guaranitica
Puccinia guaranitica ist eine Ständerpilzart aus der Ordnung der Rostpilze (Pucciniales). Der Pilz ist ein Endoparasit des Süßgras-Gattung Gouinia. Symptome des Befalls durch die Art sind Rostflecken und Pusteln auf den Blattoberflächen der Wirtspflanzen. Sie kommt von Mittelamerika bis ins nördliche Südamerika vor.

## Merkmale

### Makroskopische Merkmale
Puccinia guaranitica ist mit bloßem Auge nur anhand der auf der Oberfläche des Wirtes hervortretenden Sporenlager zu erkennen. Sie wachsen in Nestern, die als gelbliche bis braune Flecken und Pusteln auf den Blattoberflächen erscheinen.

### Mikroskopische Merkmale
Das Myzel von Puccinia guaranitica wächst wie bei allen Puccinia-Arten interzellulär und bildet Saugfäden, die in das Speichergewebe des Wirtes wachsen. Aecien oder Spermogonien der Art sind nicht bekannt. Die zimtbraunen (oder helleren) Uredien des Pilzes wachsen beidseitig auf den Blättern des Wirts. Ihre hell zimtbraunen bis gelben Uredosporen sind meist breitellipsoid bis eiförmig, 20–25 × 17–21 µm groß und fein stachelwarzig. Die beidseitig wachsenden Telien der Art sind schwarz und früh unbedeckt. Die gelben bis hell goldbraunen Teliosporen der Art sind zweizellig, teils längs septiert, breitellipsoid und 28–32 × 20–23 µm groß. Ihre Stiele sind golden und bis zu 100 µm lang.

## Verbreitung
Das bekannte Verbreitungsgebiet von Puccinia guaranitica reicht von Mexiko bis nach Bolivien und Paraguay.

## Ökologie
Die Wirtspflanzen von Puccinia guaranitica sind verschiedene Gouinia-Arten. Der Pilz ernährt sich von den im Speichergewebe der Pflanzen vorhandenen Nährstoffen, seine Sporenlager brechen später durch die Blattoberfläche und setzen Sporen frei. Die Art verfügt über einen Entwicklungszyklus, von dem bislang lediglich Telien und Uredien sowie deren Wirt bekannt sind; Spermogonien und Aecien konnten dem Pilz nicht zugeordnet werden.